# 58. Primetime Emmy-gála
Az 58. Primetime Emmy-gála során a 2005 és 2006 között főműsoridőben bemutatott, amerikai televíziós programokat értékelték. A jelölteket az Academy of Television Arts & Sciences választotta ki. A Los Angeles-i Shrine Auditoriumben tartott ceremóniát az NBC tűzte műsorra 2006. augusztus 27-én. A műsor házigazdája Conan O’Brien volt. A gálát 16.2 millióan nézték, 2.5 millióval kevesebben, mint az előzőt, ám ezzel is a hét legnézettebb műsora lett.

## Győztesek és jelöltek
A nyertesek félkövérrel jelölve.

### Műsorok
| Legjobb vígjátéksorozat | Legjobb drámasorozat |
| --- | --- |
| - Office (NBC) - Az ítélet: család (Fox) - Félig üres (HBO) - Dokik (NBC) - Két pasi – meg egy kicsi (CBS)                                                                                              | - 24 (Fox) - A Grace klinika (ABC) - Doktor House (Fox) - Maffiózók (HBO) - Az elnök emberei (NBC)                                        |
| Legjobb tévéfilm | Legjobb minisorozat |
| - Kávé és szerelem (HBO) - A hős 93-as járat (A&E) - United 93 - Az utolsó repülés (Discovery Channel) - Mrs. Harris (HBO) - Yesterday története (HBO)                                                  | - Elizabeth (HBO) - Pusztaház örökösei (PBS) - Into the West (TNT) - A terroristacsoport (Showtime)                                       |
| Legjobb varieté szkeccssorozat | Legjobb vetélkedő |
| - The Daily Show with Jon Stewart (Comedy Central) - The Colbert Report (Comedy Central) - Late Night with Conan O'Brien (NBC) - Late Show with David Letterman (CBS) - Real Time with Bill Maher (HBO) | - Versenyfutás a világ körül (CBS) - American Idol (Fox) - Dancing with the Stars (ABC) - Leendő divatdiktátorok (Bravo) - Survivor (CBS) |

### Színészek

#### Főszereplő
| Drámasorozat                                | Drámasorozat | Drámasorozat           | Drámasorozat |
| Legjobb férfi főszereplő                    | Legjobb férfi főszereplő | Legjobb női főszereplő | Legjobb női főszereplő |
| ------------------------------------------- | --- | ---------------------- | --- |
|                                             | Kiefer Sutherland – 24 (Jack Bauer) - Peter Krause – Sírhant művek (Nate Fisher) - Denis Leary – Ments meg! (Tommy Gavin) - Christopher Meloni – Esküdt ellenségek: Különleges ügyosztály (Elliot Stabler) - Martin Sheen – Az elnök emberei (Josiah Bartlet)        |                        | Mariska Hargitay – Esküdt ellenségek: Különleges ügyosztály (Olivia Benson) - Frances Conroy – Sírhant művek (Ruth Fisher) - Geena Davis – Az Elnöknő (Mackenzie Allen elnök - Allison Janney – Az elnök emberei (C. J. Cregg) - Kyra Sedgwick – A főnök (Brenda Leigh Johnson) |
| Vígjátéksorozat                             | |                        | |
| Legjobb férfi főszereplő                    | Legjobb férfi főszereplő | Legjobb női főszereplő | Legjobb női főszereplő |
|                                             | Tony Shalhoub – Monk – A flúgos nyomozó (Adrian Monk) - Steve Carell – Office (Michael Scott) - Larry David – Félig üres (önmaga) - Kevin James – Férjek gyöngye (Doug Heffernan) - Charlie Sheen – Két pasi – meg egy kicsi (Charlie Harper)                        |                        | Julia Louis-Dreyfus – Christine kalandjai (Christine Campbell) - Stockard Channing – Out of Practice (Lydia Barnes) - Jane Kaczmarek – Már megint Malcolm (Lois) - Lisa Kudrow – A visszatérés (Valerie Cherish) - Debra Messing – Will és Grace (Grace Adler)                  |
| Minisorozat, antológiasorozat vagy tévéfilm | |                        | |
| Legjobb férfi főszereplő                    | Legjobb férfi főszereplő | Legjobb női főszereplő | Legjobb női főszereplő |
|                                             | Andre Braugher – Thief (Nick Atwate) - Charles Dance – Pusztaház örökösei (Mr. Tulkinghorn) - Ben Kingsley – Mrs. Harris (Dr. Herman Tarnower) - Donald Sutherland – Mit ér egy élet (Bill Meehan) - Jon Voight – II. János Pál – A béke pápája (II. János Pál pápa) |                        | Helen Mirren – Elizabeth (I. Erzsébet) - Gillian Anderson – Pusztaház örökösei (Lady Dedlock) - Kathy Bates – Önkéntes mentős (Jane Stern) - Annette Bening – Mrs. Harris (Jean Harris) - Judy Davis – Családi bűnbanda (Sante Kimes)                                           |
| Varieté vagy zenés program                  | |                        | |
| Legjobb egyéni alakítás                     | |                        | |
|                                             | Barry Manilow – Barry Manilow: Music and Passion - Stephen Colbert – The Colbert Report - Craig Ferguson – The Late Late Show with Craig Ferguson - Hugh Jackman – 59. Tony-gála - David Letterman – David Letterman show                                            |                        | |

#### Mellékszereplő
| Drámasorozat                                | Drámasorozat | Drámasorozat               | Drámasorozat |
| Legjobb férfi mellékszereplő                | Legjobb férfi mellékszereplő | Legjobb női mellékszereplő | Legjobb női mellékszereplő |
| ------------------------------------------- | --- | -------------------------- | --- |
|                                             | Alan Alda – Az elnök emberei (Arnold Vinick) - Michael Imperioli – Maffiózók (Christopher Moltisanti) - Gregory Itzin – 24 (Charles Logan) - Oliver Platt – Huff (Russell Tupper) - William Shatner – Boston Legal (Denny Crane)                |                            | Blythe Danner – Huff (Isabelle "Izzy" Huffstodt) - Candice Bergen – Boston Legal (Shirley Schmidt) - Sandra Oh – A Grace klinika (Dr. Cristina Yang) - Jean Smart – 24 (Martha Logan) - Chandra Wilson – A Grace klinika (Dr. Miranda Bailey)           |
| Vígjátéksorozat                             | |                            | |
| Legjobb férfi mellékszereplő                | Legjobb férfi mellékszereplő | Legjobb női mellékszereplő | Legjobb női mellékszereplő |
|                                             | Jeremy Piven – Törtetők (Ari Gold) - Will Arnett – Az ítélet: család (George "G.O.B." Bluth Jr.) - Bryan Cranston – Már megint Malcolm (Hal) - Jon Cryer – Két pasi – meg egy kicsi (Alan Harper) - Sean Hayes – Will és Grace (Jack McFarland) |                            | Megan Mullally – Will és Grace (Karen Walker) - Cheryl Hines – Félig üres (Cheryl David) - Elizabeth Perkins – Nancy ül a fűben (Celia Hodes) - Jaime Pressly – A nevem Earl (Joy Turner) - Alfre Woodard – Született feleségek (Betty Applewhite)      |
| Minisorozat, antológiasorozat vagy tévéfilm | |                            | |
| Legjobb férfi mellékszereplő                | Legjobb férfi mellékszereplő | Legjobb női mellékszereplő | Legjobb női mellékszereplő |
|                                             | Jeremy Irons – Elizabeth (Robert Dudley) - Robert Carlyle – Mit ér egy élet (Sergei Karpovich) - Clifton Collins Jr. – Thief (Jack Hill) - Hugh Dancy – Elizabeth (Robert Devereux) - Denis Lawson – Pusztaház örökösei (John Jarndyce)         |                            | Kelly Macdonald – Kávé és szerelem (Gina) - Ellen Burstyn – Mrs. Harris (Former Tarnower Steady) - Shirley Jones – Isten háta mögött (Batty néni) - Cloris Leachman – Mrs. Harris (Pearl Schwartz) - Alfre Woodard – A part túl messze van (Mrs. Brown) |

### Rendezők
| Legjobb rendező (vígjátéksorozat) | Legjobb rendező (drámasorozat) |
| --- | --- |
| - A nevem Earl (Epizód: "Furcsa amcsik") – Marc Buckland (NBC) - A visszatérés (Epizód: "Valerie Does Another Classic Leno") – Michael Patrick King (HBO) - Félig üres (Epizód: "A keresztény szöge") – Robert B. Weide (HBO) - Törtetők (Epizód: "Oh, Mandy") – Dan Attias (HBO) - Törtetők (Epizód: "The Sundance Kids") – Julian Farino (HBO) - Nancy ül a fűben (Epizód: "Good Shit Lollipop") – Craig Zisk (Showtime) | - 24 (Epizód: "7 és 8 óra között") – Jon Cassar (Fox) - Hármastársak (Epizód: "Pilot") – Rodrigo García (HBO) - Lost – Eltűntek (Epizód: "Élj másokkal, halj meg egyedül") – Jack Bender (ABC) - Sírhant művek (Epizód: "Mindenki rád vár") – Alan Ball (HBO) - Maffiózók (Epizód: "Üdv a klubban!") – David Nutter (HBO) - Maffiózók (Epizód: "Csak tagoknak") – Tim Van Patten (HBO) - Az elnök emberei (Epizód: "A nagy nap 1. rész") – Mimi Leder (NBC) |
| Legjobb rendező (varietésorozat) | Legjobb rendező (minisorozat, antológiasorozat vagy tévéfilm) |
| - 78. Oscar-gála – Louis J. Horvitz (ABC) - American Idol (Epizód: "Finale") – Bruce Gowers (Fox) - The Colbert Report – Jim Hoskinson (Comedy Central) - The Daily Show with Jon Stewart – Chuck O'Neill (Comedy Central) - Saturday Night Live (Epizód: "Házigazda: Steve Martin") – Beth McCarthy-Miller (NBC) | - Elizabeth – Tom Hooper (HBO) - Pusztaház örökösei – Justin Chadwick (PBS) - A hős 93-as járat – Peter Markle (A&E) - Kávé és szerelem – David Yates (HBO) - High School Musical: Szerelmes hangjegyek – Kenny Ortega (Disney) - Mrs. Harris – Phyllis Nagy (HBO) |

### Forgatókönyvírók
| Legjobb forgatókönyv (vígjátéksorozat) | Legjobb forgatókönyv (drámasorozat) |
| --- | --- |
| - A nevem Earl (Epizód: "Furcsa amcsik") – Greg Garcia (NBC) - Az ítélet: család (Epizód: "Development Arrested") – Chuck Tatham, Jim Vallely, Richard Day, Mitchell Hurwitz (Fox) - Törtetők (Epizód: "Exodus") – Doug Ellin (HBO) - Futottak még… (Epizód: "Kate Winslet") – Ricky Gervais, Stephen Merchant (HBO) - Office (Epizód: "Karácsonyi buli") – Michael Schur (NBC) | - Maffiózók (Epizód: "Csak tagoknak") – Terence Winter (HBO) - A Grace klinika (Epizód: "Tömegbaleset") – Krista Vernoff (ABC) - A Grace klinika (Epizód: "Balsejtelem" / "Pengeélen") – Shonda Rhimes (ABC) - Lost – Eltűntek (Epizód: "A 23. zsoltár") – Carlton Cuse, Damon Lindelof (ABC) - Sírhant művek (Epizód: "Mindenki rád vár") – Alan Ball (HBO) |
| Legjobb forgatókönyv (varietésorozat) | Legjobb forgatókönyv (minisorozat vagy tévéfilm) |
| - The Daily Show with Jon Stewart (Comedy Central) - The Colbert Report (Comedy Central) - Late Night with Conan O'Brien (NBC) - Late Show with David Letterman (CBS) - Real Time with Bill Maher (HBO) | - Kávé és szerelem – Richard Curtis (HBO) - Pusztaház örökösei – Andrew Davies (PBS) - Elizabeth – Nigel Williams (HBO) - A hős 93-as járat – Nevin Schreiner (A&E) - Mrs. Harris – Phyllis Nagy (HBO) |

## Műsorvezetők
A gálán az alábbi műsorvezetők működtek közre:
- Patrick Dempsey
- Ellen Pompeo
- Sean Hayes
- Julia Louis-Dreyfus
- Charlie Sheen
- Martin Sheen
- Jason Lee
- Jaime Pressly
- Dennis Haysbert
- William Petersen
- Heidi Klum
- John Lithgow
- Jeffrey Tambor
- Ron Livingston
- Jennifer Love Hewitt
- Leslie Jordan
- Cloris Leachman
- Simon Cowell
- Tina Fey
- Tracy Morgan
- Evangeline Lilly
- Wentworth Miller
- Christian Clemenson
- Mariska Hargitay
- Tom Selleck
- Howie Mandel
- Megan Mullally
- Hugh Laurie
- Helen Mirren
- Matthew Perry
- Bradley Whitford
- Candice Bergen
- Joan Collins
- Stephen Collins
- Farrah Fawcett
- Kate Jackson
- Heather Locklear
- Jaclyn Smith
- Eva Longoria
- James Woods
- Stephen Colbert
- Jon Stewart
- Omar Epps
- Katherine Heigl
- Edie Falco
- James Gandolfini
- Felicity Huffman
- Kiefer Sutherland
- Craig Ferguson
- Calista Flockhart
- Tyra Banks
- Victor Garber
- Ray Liotta
- Virginia Madsen
- Bob Newhart
- Annette Bening

## In Memoriam
A gála "in memoriam" szegmense az alábbi elhunyt személyekről emlékezett meg:
- Dennis Weaver
- Barnard Hughes
- Mrs. Philo T. Farnsworth
- Don Adams
- Dan Curtis
- Lew Anderson
- Ralph Edwards
- Curt Gowdy
- Robert Sterling
- Michael Piller
- Red Buttons
- Mike Douglas
- Scott Brazil
- Anthony Franciosa
- Phyllis Huffman
- Darren McGavin
- Gloria Monty
- Jan Murray
- Pat Morita
- Al Lewis
- Maureen Stapleton
- Buck Owens
- Jack Warden
- Don Knotts
- Robert Wise
- John Spencer
- Louis Nye
- Shelley Winters
- Richard Pryor

## Fordítás
- Ez a szócikk részben vagy egészben  a(z)   58th Primetime Emmy Awards című angol Wikipédia-szócikk fordításán alapul.  Az eredeti cikk szerkesztőit annak laptörténete sorolja fel. Ez a jelzés csupán a megfogalmazás eredetét és a szerzői jogokat jelzi, nem szolgál a cikkben szereplő információk forrásmegjelöléseként.